# José Hila Vargas
Hila  Vargas est un nom espagnol. Le premier nom de famille, en général paternel, est Hila ; le second, en général maternel, souvent omis, est Vargas.
José Francisco Hila Vargas, né en 1972 à Palma, est un homme politique espagnol membre du Parti socialiste ouvrier espagnol. Il est maire de Palma de juin 2015 à juin 2017 et entre juin 2019 et juin 2023.

## Biographie

### Formation et vie professionnelle
José Hila est titulaire d'une licence en sciences économiques et d'un master en finances publiques. Il suit une formation doctorale en droit.
Économiste de formation, il est consultant autonome et formateur d'entrepreneurs.

### Adjoint au maire de Palma
Il s'affilie au PSOE en 2000. Il devient peu après secrétaire général du groupement socialiste local du district Llevant de Palma puis vice-secrétaire général socialiste de la ville de Palma.
Il est élu conseiller municipal de Palma lors des élections de 2007. Pendant le mandat de la socialiste Aina Calvo (2007-2011), il est chargé de diriger le domaine de la Fonction publique puis devient premier adjoint au maire chargé de la Mobilité. Lors de la mandature suivante (2011-2015), le PSOE abandonne le pouvoir municipal et retourne dans l'opposition. Hila se convertit alors en porte-parole adjoint du groupe socialiste.

### Maire de Palma
Il est candidat à la mairie de Palma lors des élections du 24 mai 2015. La liste qu'il conduit termine deuxième avec 18,95 % des voix et obtient six sièges de conseillers derrière celle du Parti populaire avec 26,55 % des voix et neuf sièges. Il est élu maire le 13 juin suivant par 16 voix pour et 13 voix à d'autres candidats grâce à un accord tripartite avec les nationalistes de Més per Mallorca et Som Palma, marque blanche de Podemos à Palma. L'accord précise que José Hila occupera la mairie pendant la première moitié de la législature et sera remplacé à mi-mandat par le nationaliste Antoni Noguera.
Il démissionne de son mandat de maire le 30 juin 2017 et Noguera lui succède. José Hila poursuit son mandat au sein de l'équipe municipale en tant que conseiller à l'urbanisme.
De nouveau candidat en mai 2019, il remporte le scrutin et après un accord avec Més per Mallorca et Podemos, il est élu maire de Palma le 15 juin suivant.
Après la victoire de la droite aux élections municipales de 2023 dans la commune, c'est Jaime Martínez, du Parti populaire, qui lui succède